# Karl von Lieven
Karl Andrejevitj von Lieven, född 1 februari 1767, död 31 december 1844, var en rysk militär och ämbetsman. Han var bror till Christoph von Lieven.
Lieven blev 1799 generallöjtnant, 1826 medlem av riksrådet och 1827 general av infanteriet samt var 1828–33 undervisningsminister och sedermera överhovmarskalk. Hans politiska åsikter var gammalryskt konservativa.
Lievens mor, Charlotte Karlovna, furstinna Lieven, född von Gaugreben och på mödernet härstammande från svenska ätten Posse af Säby, död 1828, var uppfostrarinna för tsar Paul I:s barn och sedermera överhovmästarinna vid Alexander I:s hov, upphöjdes 1826 i furstlig värdighet och övade stort personligt inflytande vid ryska hovet.